# Campionato mondiale di Formula 1 1995
Il campionato mondiale di Formula 1 1995 organizzato dalla FIA è stata, nella storia della categoria, la 46ª stagione ad assegnare il campionato piloti, vinto da Michael Schumacher alla guida della Benetton per la seconda volta in carriera, e la 38ª stagione ad assegnare il campionato costruttori, vinto per la prima e unica volta dalla Benetton.
Il campionato ebbe inizio il 26 marzo per terminare il 12 novembre, dopo diciassette Gran Premi, uno in più dell'anno precedente. Era dal 1984 che il numero dei Gran Premi era rimasto fisso a sedici e pertanto quella del 1995 si rivelò la stagione più lunga della storia fino a quel momento, al pari di quella del 1977, primato superato nel 2004.

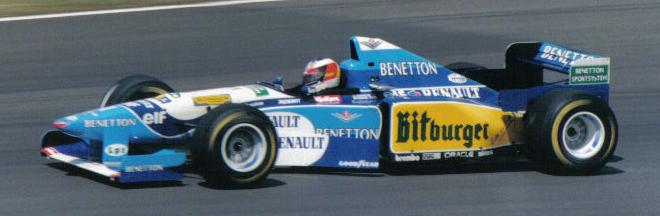
Michael Schumacher si aggiudica per il secondo anno consecutivo il mondiale piloti.

## La pre-stagione

### Calendario
Le gare previste per la stagione salirono da 16 a 17 col ritorno in calendario del Gran Premio d'Argentina, sul circuito di Buenos Aires, dopo 14 anni di assenza. Il Gran Premio d'Europa si spostò da Jerez de la Frontera al Nürburgring, sul quale vi si era già disputata l'edizione del 1984. Il Gran Premio del Pacifico, inizialmente previsto come terza tappa del mondiale, dovette essere posticipato in fondo al calendario per via del terremoto di Kobe del 17 gennaio 1995, venendo così collocato una settimana prima del Gran Premio del Giappone a Suzuka. Il Gran Premio d'Australia si disputò per l'ultima volta sul tracciato cittadino di Adelaide.
| Gara | Nome ufficiale del Gran Premio       | Circuito                         | Sede         | Data         | Ora    | Ora   | Ora   | Diretta TV |
| Gara | Nome ufficiale del Gran Premio       | Circuito                         | Sede         | Data         | Locale | UTC   | ITA   | Diretta TV |
| ---- | ------------------------------------ | -------------------------------- | ------------ | ------------ | ------ | ----- | ----- | ---------- |
| 1    | Grande Prêmio do Brasil              | Autodromo José Carlos Pace       | San Paolo    | 26 marzo     | 14:00  | 16:00 | 18:00 | Italia 1   |
| 2    | Gran Premio Marlboro de Argentina    | Autódromo Oscar Alfredo Gálvez   | Buenos Aires | 9 aprile     | 14:00  | 16:00 | 18:00 | Italia 1   |
| 3    | Gran Premio di San Marino            | Autodromo Enzo e Dino Ferrari    | Imola        | 30 aprile    | 14:00  | 12:00 | 14:00 | Italia 1   |
| 4    | Gran Premio Marlboro de España       | Circuito di Barcellona-Catalogna | Montmeló     | 14 maggio    | 14:00  | 12:00 | 14:00 | Canale 5   |
| 5    | Grand Prix de Monaco                 | Circuito di Monte Carlo          | Monaco       | 28 maggio    | 14:00  | 12:00 | 14:00 | Rai Due    |
| 6    | Grand Prix Molson du Canada          | Circuit Gilles Villeneuve        | Montréal     | 11 giugno    | 13:00  | 17:00 | 19:00 | Italia 1   |
| 7    | Grand Prix de France                 | Circuit de Nevers Magny-Cours    | Magny-Cours  | 2 luglio     | 14:00  | 12:00 | 14:00 | Rai Due    |
| 8    | British Grand Prix                   | Silverstone Circuit              | Silverstone  | 16 luglio    | 14:00  | 13:00 | 15:00 | Italia 1   |
| 9    | Großer Mobil 1 Preis von Deutschland | Hockenheimring                   | Hockenheim   | 30 luglio    | 14:00  | 12:00 | 14:00 | Rai Due    |
| 10   | Marlboro Hungarian Grand Prix        | Hungaroring                      | Mogyoród     | 13 agosto    | 14:00  | 12:00 | 14:00 | Italia 1   |
| 11   | Grand Prix de Belgique               | Circuito di Spa-Francorchamps    | Stavelot     | 27 agosto    | 14:00  | 12:00 | 14:00 | Italia 1   |
| 12   | Pioneer Gran Premio d'Italia         | Autodromo Nazionale Monza        | Monza        | 10 settembre | 14:00  | 12:00 | 14:00 | Rai Due    |
| 13   | Grande Prémio de Portugal            | Autódromo do Estoril             | Cascais      | 24 settembre | 14:00  | 13:00 | 14:00 | Italia 1   |
| 14   | Großer Preis von Europa              | Nürburgring                      | Nürburg      | 1º ottobre   | 14:00  | 13:00 | 14:00 | Italia 1   |
| 15   | Pacific Grand Prix                   | TI Circuit                       | Mimasaka     | 22 ottobre   | 14:30  | 5:30  | 6:30  | Rai Due    |
| 16   | Fuji Television Japanese Grand Prix  | Suzuka Circuit                   | Suzuka       | 29 ottobre   | 13:00  | 4:00  | 5:00  | Italia 1   |
| 17   | Australian Grand Prix                | Adelaide Street Circuit          | Adelaide     | 12 novembre  | 14:00  | 4:30  | 5:30  | Rai Due    |

### La presentazione delle vetture
| Costruttore                 | Telaio                 | Data lancio | Luogo lancio |
| --------------------------- | ---------------------- | ----------- | ------------ |
| Mild Seven Benetton Renault | B195                   |             |              |
| Nokia Tyrrell Yamaha        | 023                    |             |              |
| Rothmans Williams Renault   | FW17 FW17B             |             |              |
| Marlboro McLaren Mercedes   | MP4/10 MP4/10B MP4/10C |             |              |
| Footwork Hart               | FA16                   |             |              |
| MTV Simtek Ford             | S951                   |             |              |
| Total Jordan Peugeot        | 195                    |             |              |
| Pacific Grand Prix Ltd      | PR02                   |             |              |
| Parmalat Forti Ford         | FG01                   |             |              |
| Minardi Scuderia Italia     | M195                   |             |              |
| Ligier Gitanes Blondes      | JS41                   |             |              |
| Scuderia Ferrari            | 412T2                  |             |              |
| Red Bull Sauber Ford        | C14                    |             |              |

### Accordi e fornitori
Per la stagione 1995 ben sette team su tredici effettuarono un cambio di motorizzazione: la Benetton riuscì a ottenere la fornitura dei V10 Renault dalla Ligier che, alla fine del 1994, era stata rilevata da Flavio Briatore; la scuderia francese passò pertanto ai motori Mugen-Honda, mentre la McLaren iniziò una collaborazione con la Mercedes, che sarebbe durata per venti stagioni; contestualmente la Sauber abbandonò i propulsori tedeschi per passare ai V8 Ford-Cosworth, adottati anche dalla Pacific, che lasciò i motori Ilmor, e dalla nuova scuderia Forti; la Jordan "ereditò" dal team di Woking i V10 Peugeot, mentre la Hart firmò un accordo biennale con la Footwork che, in seguito alla riduzione della cilindrata imposta dai regolamenti, scelse di adottare una conformazione V8.

Sul fronte delle sponsorizzazioni, la Benetton confermò la collaborazione sia con la Mild Seven che col marchio Bitburger, arrivato già nel corso del 1994, adottando così una colorazione simile all'anno precedente, da cui per sparì completamente il verde del marchio Benetton. La Ligier a sua volta, pur mantenendo gli stessi sponsor dell'anno prima, scelse una nuova livrea integralmente blu; lo stesso colore fu adottato anche dalla Sauber, ma con una tonalità più scura, in virtù della nuova partnership commerciale con la Red Bull, a cui si aggiunse anche il marchio Petronas.
La Forti scese in pista con una colorazione di base gialla con alcune parti in blu legata principalmente al main-sponsor Parmalat, mentre la Minardi scelse una sobria livrea bianca, nera e verde; infine la Pacific, che aveva acquisito anche le strutture della Lotus, adottò una vivace veste cromatica blu, azzurra e bianca, con una fascia verde/oro col marchio dello storico team inglese.

## Scuderie e piloti

### Scuderie
La Larrousse, sebbene ufficialmente iscritta al campionato 1995 con i piloti francesi Christophe Boucht ed Eric Bernard, decise di abbandonare la Formula 1 per mancanza di fondi; contestualmente fece il suo ingresso la Forti Corse, ultima scuderia italiana della storia a debuttare nella massima serie.
Infine, al termine di un campionato 1994 caratterizzato da gravose difficoltà economiche, ripetuti cambi di piloti e senza siglare nemmeno un punto iridato, anche la Lotus, nonostante avesse già in serbo il modello Lotus 112, abbandonò il Circus. La casa fondata da Colin Chapman uscì dalla Formula 1 dopo 37 anni di attività nella categoria, restando costante foriera di innovazioni tecniche e annoverando nel proprio palmarès 79 gran premi vinti e 13 titoli mondiali, di cui sette piloti e sei nei costruttori. Tra le sue file hanno corso alcuni tra i piloti più importanti della storia di questo sport, tra i quali Jim Clark, Graham Hill, Emerson Fittipaldi, Mario Andretti e Ronnie Peterson, e fu piattaforma di lancio per altri grandi che colsero i loro maggiori successi con altre scuderie, come Ayrton Senna, Nigel Mansell e Mika Hakkinen. Con la Lotus, se ne va un pezzo importante della storia della Formula 1; solo nel 2010 si assiste a un ritorno del marchio, in dotazione ad un team completamente diverso. A causa di alcune dispute legali, il team Lotus nato nel 2010 diventerà la Caterham a partire dal 2012, mentre allo stesso tempo un nuovo team Lotus prenderà il posto della Renault.
Al campionato 1995 presero quindi parte 13 scuderie, scese tuttavia a 12 dopo appena cinque gare quando la Simtek, tristemente protagonista la stagione precedente a causa dell'incidente mortale di Roland Ratzenberger, si dovette ritirare per difficoltà finanziarie.

### Piloti
Ferrari e Jordan furono gli unici team a mantenere le stesse coppie dell'anno prima.
Le protagoniste della stagione 1994, Benetton e Williams, confermarono le rispettive prime guide, Michael Schumacher e Damon Hill, mentre al loro fianco vennero confermati, questa volta in pianta stabile, Johnny Herbert e David Coulthard, che nella stagione precedente avevano corso solo alcune gare per i due team.
La McLaren confermò Mika Häkkinen e si accordò inizialmente con Nigel Mansell, ma purtroppo il "Leone d'Inghilterra", essendo ormai fuori forma, ebbe seri problemi ad adattarsi alla monoposto e, nelle prime due gare, venne ingaggiato al suo posto il connazionale Mark Blundell; quest'ultimo tuttavia venne assunto in pianta stabile dal team di Woking dopo i deludenti risultati ottenuti da Mansell nei GP di San Marino e Spagna.
Con l'uscita di scena della Lotus, Mika Salo passò alla Tyrrell-Yamaha accanto a Ukyo Katayama.
Luca Badoer, Andrea Montermini e Roberto Moreno rientrarono in F1 rispettivamente con le scuderie Minardi, Pacific e con la debuttante Forti che assegnò il secondo sedile all'esordiente Pedro Paulo Diniz. Jos Verstappen passò alla Simtek assieme Domenico Schiattarella, mentre la Ligier confermò Olivier Panis a fianco del quale fece ritorno Martin Brundle che tuttavia, in alcuni GP, dovette cedere il suo posto ad Aguri Suzuki, per assecondare la volontà della Mugen Motorsports, nuovo fornitore di motori.

Anche Karl Wendlinger ritornò in Formula 1 di nuovo con la Sauber. Taki Inoue partecipò per la prima volta ad un intero campionato di Formula 1 (dopo aver esordito nella stagione precedente con la Simtek, correndo un'unica gara), con la Footwork che confermò Gianni Morbidelli.

#### Durante la stagione
Wendlinger, ancora in difficoltà per i postumi dell'incidente dell'anno prima, cedette il suo sedile al debuttante Jean-Christophe Boullion a partire dal GP di Monaco per poi tornare nelle ultime due gare della stagione; Max Papis debuttò in Formula 1 con la Footwork sostituendo Gianni Morbidelli tra i GP di Gran Bretagna e Portogallo.
Dopo il GP di Germania, Pierluigi Martini decise di ritirarsi dalla F1 e dal successivo appuntamento il suo posto in Minardi fu preso da Pedro Lamy; Gabriele Tarquini sostituì Ukyo Katayama in Tyrrell nel Gran Premio d'Europa, mentre a partire dal GP di Germania il posto di Bertrand Gachot alla Pacific fu preso prima da Giovanni Lavaggi, per quattro gare, e poi da Jean-Denis Délétraz nelle due successive, dopodiché il pilota belga tornò a correre negli ultimi tre appuntamenti stagionali; infine Jan Magnussen fece il suo esordio in F1 disputando il solo GP del Pacifico in sostituzione di Häkkinen alla McLaren.

### Tabella riassuntiva
| Squadra                     | Costruttore      | Telaio                 | Motore                  | Pneumatici | Nº | Piloti                   | GP             | Collaudatore                        |
| --------------------------- | ---------------- | ---------------------- | ----------------------- | ---------- | -- | ------------------------ | -------------- | ----------------------------------- |
| Mild Seven Benetton Renault | Benetton-Renault | B195                   | Renault RS7 3.0 V10     | G          | 1  | Michael Schumacher       | Tutti          | Emmanuel Collard Jos Verstappen     |
| Mild Seven Benetton Renault | Benetton-Renault | B195                   | Renault RS7 3.0 V10     | G          | 2  | Johnny Herbert           | Tutti          | Emmanuel Collard Jos Verstappen     |
| Nokia Tyrrell Yamaha        | Tyrrell-Yamaha   | 023                    | Yamaha OX10C 3.0 V10    | G          | 3  | Ukyo Katayama            | 1–13, 15–17    | Gabriele Tarquini                   |
| Nokia Tyrrell Yamaha        | Tyrrell-Yamaha   | 023                    | Yamaha OX10C 3.0 V10    | G          | 3  | Gabriele Tarquini        | 14             | Gabriele Tarquini                   |
| Nokia Tyrrell Yamaha        | Tyrrell-Yamaha   | 023                    | Yamaha OX10C 3.0 V10    | G          | 4  | Mika Salo                | Tutti          | Gabriele Tarquini                   |
| Rothmans Williams Renault   | Williams-Renault | FW17 FW17B             | Renault RS7 3.0 V10     | G          | 5  | Damon Hill               | Tutti          | Jean-Christophe Boullion Alain Menu |
| Rothmans Williams Renault   | Williams-Renault | FW17 FW17B             | Renault RS7 3.0 V10     | G          | 6  | David Coulthard          | Tutti          | Jean-Christophe Boullion Alain Menu |
| Marlboro McLaren Mercedes   | McLaren-Mercedes | MP4/10 MP4/10B MP4/10C | Mercedes FO 110 3.0 V10 | G          | 7  | Mark Blundell            | 1–2, 5–17      | Jan Magnussen Mark Blundell         |
| Marlboro McLaren Mercedes   | McLaren-Mercedes | MP4/10 MP4/10B MP4/10C | Mercedes FO 110 3.0 V10 | G          | 7  | Nigel Mansell            | 3-4            | Jan Magnussen Mark Blundell         |
| Marlboro McLaren Mercedes   | McLaren-Mercedes | MP4/10 MP4/10B MP4/10C | Mercedes FO 110 3.0 V10 | G          | 8  | Mika Häkkinen            | 1–14, 16–17    | Jan Magnussen Mark Blundell         |
| Marlboro McLaren Mercedes   | McLaren-Mercedes | MP4/10 MP4/10B MP4/10C | Mercedes FO 110 3.0 V10 | G          | 8  | Jan Magnussen            | 15             | Jan Magnussen Mark Blundell         |
| Footwork Hart               | Footwork-Hart    | FA16                   | Hart 830 3.0 V8         | G          | 9  | Gianni Morbidelli        | 1–7, 15–17     | n/a                                 |
| Footwork Hart               | Footwork-Hart    | FA16                   | Hart 830 3.0 V8         | G          | 9  | Max Papis                | 8–14           | n/a                                 |
| Footwork Hart               | Footwork-Hart    | FA16                   | Hart 830 3.0 V8         | G          | 10 | Taki Inoue               | Tutti          | n/a                                 |
| MTV Simtek Ford             | Simtek-Ford      | S951                   | Ford EDB 3.0 V8         | G          | 11 | Domenico Schiattarella   | 1–5            | Hideki Noda                         |
| MTV Simtek Ford             | Simtek-Ford      | S951                   | Ford EDB 3.0 V8         | G          | 12 | Jos Verstappen           | 1–5            | Hideki Noda                         |
| Total Jordan Peugeot        | Jordan-Peugeot   | 195                    | Peugeot A10 3.0 V10     | G          | 14 | Rubens Barrichello       | Tutti          | n/a                                 |
| Total Jordan Peugeot        | Jordan-Peugeot   | 195                    | Peugeot A10 3.0 V10     | G          | 15 | Eddie Irvine             | Tutti          | n/a                                 |
| Pacific Grand Prix Ltd      | Pacific-Ford     | PR02                   | Ford EDC 3.0 V8         | G          | 16 | Bertrand Gachot          | 1–8, 15–17     | Oliver Gavin                        |
| Pacific Grand Prix Ltd      | Pacific-Ford     | PR02                   | Ford EDC 3.0 V8         | G          | 16 | Giovanni Lavaggi         | 9–12           | Oliver Gavin                        |
| Pacific Grand Prix Ltd      | Pacific-Ford     | PR02                   | Ford EDC 3.0 V8         | G          | 16 | Jean-Denis Délétraz      | 13–14          | Oliver Gavin                        |
| Pacific Grand Prix Ltd      | Pacific-Ford     | PR02                   | Ford EDC 3.0 V8         | G          | 17 | Andrea Montermini        | Tutti          | Oliver Gavin                        |
| Parmalat Forti Ford         | Forti-Ford       | FG01                   | Ford EDD 3.0 V8         | G          | 21 | Pedro Paulo Diniz        | Tutti          | n/a                                 |
| Parmalat Forti Ford         | Forti-Ford       | FG01                   | Ford EDD 3.0 V8         | G          | 22 | Roberto Moreno           | Tutti          | n/a                                 |
| Minardi Scuderia Italia     | Minardi-Ford     | M195                   | Ford EDM 3.0 V8         | G          | 23 | Pierluigi Martini        | 1–9            | Giancarlo Fisichella                |
| Minardi Scuderia Italia     | Minardi-Ford     | M195                   | Ford EDM 3.0 V8         | G          | 23 | Pedro Lamy               | 10–17          | Giancarlo Fisichella                |
| Minardi Scuderia Italia     | Minardi-Ford     | M195                   | Ford EDM 3.0 V8         | G          | 24 | Luca Badoer              | Tutti          | Giancarlo Fisichella                |
| Ligier Gitanes Blondes      | Ligier-Mugen     | JS41                   | Mugen MF-301H 3.0 V10   | G          | 25 | Aguri Suzuki             | 1–3, 9, 15–16  | Franck Lagorce                      |
| Ligier Gitanes Blondes      | Ligier-Mugen     | JS41                   | Mugen MF-301H 3.0 V10   | G          | 25 | Martin Brundle           | 4–8, 10–14, 17 | Franck Lagorce                      |
| Ligier Gitanes Blondes      | Ligier-Mugen     | JS41                   | Mugen MF-301H 3.0 V10   | G          | 26 | Olivier Panis            | Tutti          | Franck Lagorce                      |
| Scuderia Ferrari            | Ferrari          | 412T2                  | Ferrari 044/1 3.0 V12   | G          | 27 | Jean Alesi               | Tutti          | Nicola Larini                       |
| Scuderia Ferrari            | Ferrari          | 412T2                  | Ferrari 044/1 3.0 V12   | G          | 28 | Gerhard Berger           | Tutti          | Nicola Larini                       |
| Red Bull Sauber Ford        | Sauber-Ford      | C14                    | Ford ECA Zetec-R 3.0 V8 | G          | 29 | Karl Wendlinger          | 1–4, 16–17     | Norberto Fontana                    |
| Red Bull Sauber Ford        | Sauber-Ford      | C14                    | Ford ECA Zetec-R 3.0 V8 | G          | 29 | Jean-Christophe Boullion | 5–15           | Norberto Fontana                    |
| Red Bull Sauber Ford        | Sauber-Ford      | C14                    | Ford ECA Zetec-R 3.0 V8 | G          | 30 | Heinz-Harald Frentzen    | Tutti          | Norberto Fontana                    |

Nonostante comparisse nella lista dei team iscritti al campionato con le vetture numero 19 e 20, la scuderia Larrousse, che aveva scelto inizialmente Érik Comas e poi Christophe Bouchut ed Éric Bernard come suoi piloti, non prese parte a nessun Gran Premio.

## Riprese televisive
I Gran Premi di Formula 1 del 1995 sono stati trasmessi sulle reti Fininvest (11 GP) e sulla RAI (6 GP). La squadra di Italia 1 e Canale 5 vide la conduzione e il commento di Andrea De Adamich e Guido Schittone con la partecipazione straordinaria di Claudia Peroni come intervistatrice e Giorgio Piola come inviato dai box, all'interno del programma "contenitore" Grand Prix. La squadra Rai invece vide il commento di Amedeo Verduzio ed Emanuele Pirro e la partecipazione di Gianfranco Mazzoni ed Ezio Zermiani come inviati dai box.

## Modifiche al regolamento
La modifica più significativa riguardò la cilindrata del motore, che fu ridotta da 3,5 litri a 3 litri per ridurne la potenza. A causa degli incidenti mortali occorsi la stagione precedente, furono imposti sidepod più alti, insieme a una protezione laterale dell'abitacolo rialzata fino a sopra l'altezza delle spalle, con un ulteriore incremento dell'altezza nella stagione successiva, e un'apertura dell'abitacolo più grande rispetto a quella delle vetture del 1994. Le ali anteriori e posteriori furono ridotte in profondità per diminuire la deportanza, riducendo così la velocità in curva. Per ridurre ulteriormente il carico aerodinamico, il sottoscocca a fondo piatto, reso obbligatorio nel 1983, doveva ora presentare una grande sezione "a gradini" sotto ogni spalla laterale, sollevata di circa tre centimetri più in alto e parallela alla tavola di legno originariamente introdotta nel 1994, e l'altezza complessiva dell'auto fu abbassata. Le strutture deformabili, in particolare i fianchi e la sezione del muso, furono soggette a crash test più rigorosi. Sempre in conseguenza ai terribili fatti della stagione 1994, anche alcuni circuiti furono modificati, con l'ampliamento delle via di fuga anche in circuiti storici come Monza e Spa.

## Riassunto della stagione

### Gran Premio del Brasile

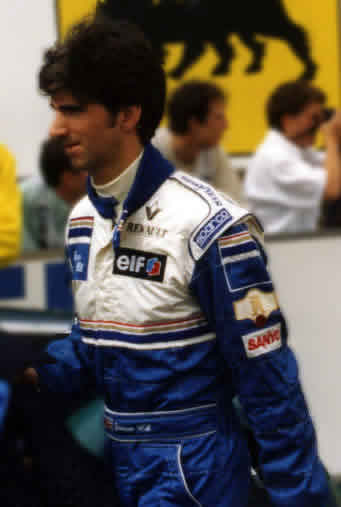
Damon Hill, l'autore della pole position: in gara, complice un'uscita di pista nel corso del giro 30 mentre era in testa, non vide la bandiera a scacchi.

La stagione cominciò con il Gran Premio del Brasile il 26 marzo. Già dall'inizio del fine settimana la FIA e i piloti furono protagonisti di duri scontri, riguardanti principalmente i termini di concessione della Superlicenza FIA e la gestione dei diritti d'immagine, che la Federazione voleva avocare a sé. A fronte di un nuovo accordo offerto dalla FIA la situazione si tranquillizzò e il campionato prese il via regolarmente.
Le qualifiche videro il rinnovato dualismo tra Damon Hill e Michael Schumacher, con l'inglese in grado di realizzare i migliori parziali e partire dalla pole position, seguiti dai rispettivi compagni di squadra e dai piloti della Ferrari. Al via il tedesco ebbe uno scatto migliore e alla prima curva sopravanzò il rivale portandosi in testa. Dietro ai due seguivano Coulthard, Häkkinen, Berger e Alesi. Le prime fasi di gara vissero del duello tra i due battistrada, con le posizioni che rimasero invariate fino all'inizio delle soste, quando Hill riuscì a portarsi in testa, aumentando il proprio vantaggio fino a tre secondi prima di essere costretto al ritiro al trentesimo passaggio. Intanto Berger, che era riuscito ad issarsi al terzo posto, venne penalizzato da un errore dei meccanici durante il suo pit stop, che gli fece perdere tredici secondi e quattro posizioni. A questo punto della gara Schumacher guidava la corsa seguito da Coulthard, Salo, Häkkinen, Alesi e Berger. Il finlandese della Tyrrell, però, era afflitto dai crampi e andò in testacoda, scivolando all'ottavo posto. Nel finale di gara Berger, aiutato da una buona strategia, passò sia il compagno di squadra che Häkkinen, potrandosi terzo, mentre Mark Blundell, che pure non disponeva più della terza marcia, entrò in zona punti concludendo sesto.
Al termine della gara, però, le monoposto di Schumacher e Coulthard vennero squalificate in quanto usavano una benzina non conforme al regolamento e l'austriaco della Ferrari fu dichiarato vincitore. Benetton e Williams presentarono quindi appello e, con sentenza del 13 aprile (dopo il Gran Premio d'Argentina) i piloti vennero reintegrati nelle loro posizioni; le squadre, però, non si videro attribuire punti nei costruttori.

### Gran Premio d'Argentina
Il campionato fece poi tappa, il 9 aprile 1995, a Buenos Aires, per disputare il Gran Premio Marlboro de Argentina.
Damon Hill portò la sua Williams motorizzata Renault alla vittoria, precedendo Jean Alesi su Ferrari e Michael Schumacher su Benetton. A punti giunsero Johnny Herbert sull'altra Benetton, Heinz-Harald Frentzen su Sauber e Gerhard Berger sull'altra Ferrari.

### Gran Premio di San Marino
L'Autodromo Enzo e Dino Ferrari, il 30 aprile 1995, ospitò il 15º Gran Premio di San Marino, vinto da Damon Hill, alla sua seconda vittoria consecutiva; alle spalle del pilota britannico giunsero le due Ferrari di Jean Alesi e Gerhard Berger, seguite a loro volta dalla seconda Williams di David Coulthard, da Mika Häkkinen su McLaren e da Heinz-Harald Frentzen su Sauber.

### Gran Premio di Spagna
Il 14 maggio 1995 ebbe luogo 39º Gran Premio Marlboro de España, vinto da Michael Schumacher: alle spalle del portacolori della Benetton si classificarono il compagno di squadra Johnny Herbert, che regalò così la doppietta alla Benetton, Gerhard Berger, per la terza volta consecutiva a podio, Damon Hill (giunto al traguardo senza benzina), Eddie Irvine e Olivier Panis.

### Gran Premio di Monaco

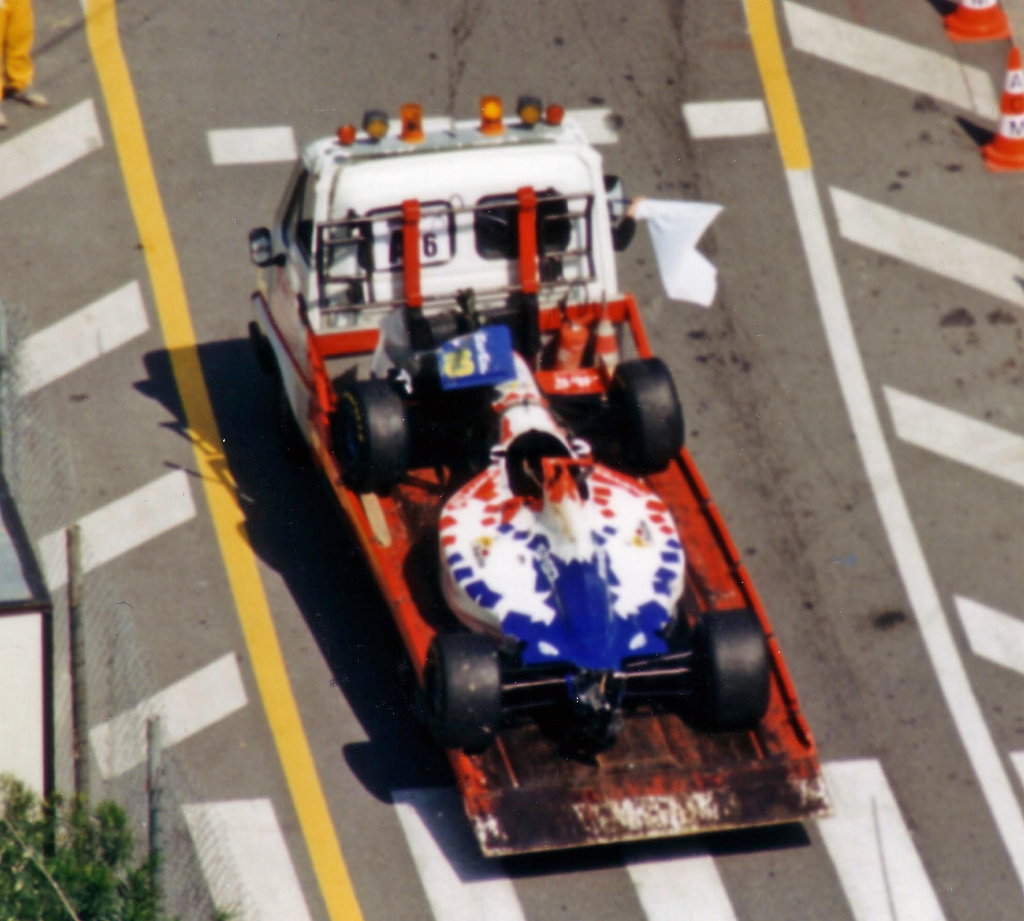
La Footwork di Taki Inoue viene recuperata da un mezzo di sicurezza a Monaco: il giapponese si rese più volte protagonista di pessime prestazioni, tanto da venire tuttora ricordato tra i peggiori piloti che abbiano corso in Formula 1

Monte Carlo - 28 maggio 1995 - 53e Grand Prix de Monaco
Durante la prima sessione di qualifiche del Gran Premio di Monaco 1995 la sua vettura si fermò in pista e la sessione fu interrotta per recuperare la vettura. Un'auto da corsa guidata da Jean Ragnotti viaggiava troppo velocemente e Ragnotti non era visibile a causa delle barriere sul circuito tortuoso. L'auto di Ragnotti si è schiantata contro l'auto incagliata di Inoue, lanciando le frecce. Inoue ha perso i sensi ma si è ripreso e ha preso parte alla gara domenica.

### Gran Premio del Canada

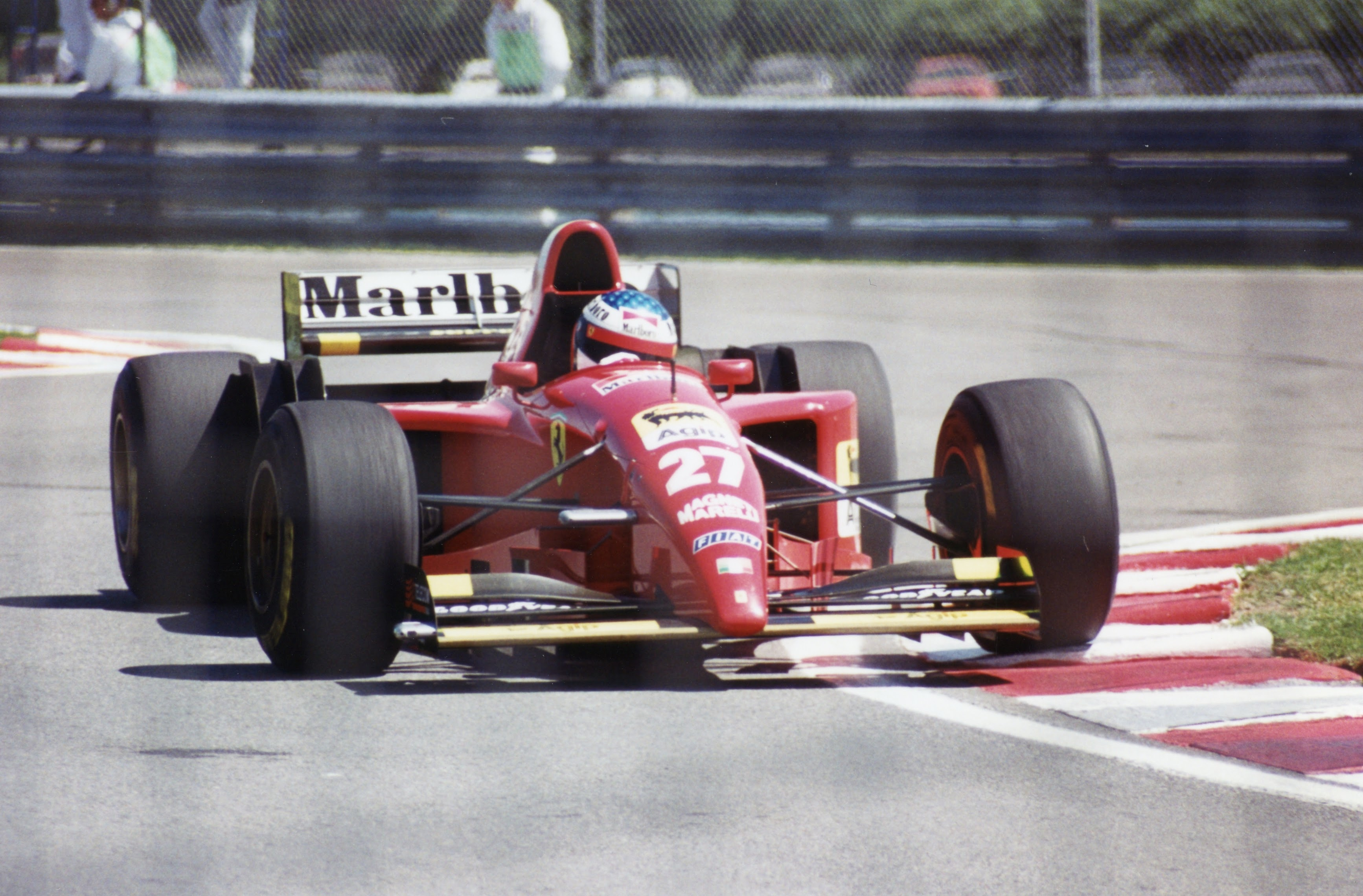
Jean Alesi, vittorioso al termine del Gran Premio del Canada: si tratta dell'unica vittoria ottenuta dal pilota francese nel corso della sua carriera.

Circuit Gilles Villeneuve - 11 giugno 1995 - Grand Prix Molson du Canada
Al via Schumacher, Hill e Coulthard mantennero le loro posizioni, mentre le altre vetture riuscirono a superare le prime varianti regolarmente. Herbert e Hakkinen si toccano all'Epingle, entrambi costretti al ritiro (per pochi giri la vettura di Hakkinen rimase in mezzo alla pista). Mentre era in terza posizione, al secondo giro, Coulthard si dovette ritirare a causa di un testacoda. Le Ferrari passarono Hill e avanzarono in seconda e terza posizione, ma al pit stop Berger, al terzo posto, ebbe dei problemi. Hill, alla fine del 50º giro è costretto al ritiro per dei problemi ai freni. Pure Schumacher, in testa, dovette fare un'ulteriore sosta per dei problemi all'elettronica e ripartì al settimo posto, così Alesi passò in testa. Quando mancavano pochi giri al termine, Berger toccò la Ligier di Brundle nel tentativo di ottenere il quinto posto, che andò a Schumacher per il ritiro di entrambi. Vinse Alesi per la prima (e unica) volta in carriera davanti alle Jordan di Barrichello e Irvine, quest'ultimo al primo podio in carriera.

### Gran Premio di Francia
Circuit de Nevers - Magny-Cours - 2 luglio 1995 - Grand Prix de France

#### Ordine d'arrivo
1. Michael Schumacher (Benetton-Renault)
2. Damon Hill (Williams-Renault)
3. David Coulthard (Williams-Renault)
4. Martin Brundle (Ligier-Mugen-Honda)
5. Jean Alesi (Ferrari)
6. Rubens Barrichello (Jordan-Peugeot)

### Gran Premio di Gran Bretagna
Silverstone - 16 luglio 1995 - British Grand Prix

#### Ordine d'arrivo
1. Johnny Herbert (Benetton-Renault)
2. Jean Alesi (Ferrari)
3. David Coulthard (Williams-Renault)
4. Olivier Panis (Ligier-Mugen-Honda)
5. Mark Blundell (McLaren-Mercedes)
6. Heinz-Harald Frentzen (Sauber-Ford)

### Gran Premio di Germania
Hockenheimring Baden-Württemberg - 30 luglio 1995 - Großer Mobil 1 Preis von Deutschland

#### Ordine d'arrivo
1. Michael Schumacher (Benetton-Renault)
2. David Coulthard (Williams-Renault)
3. Gerhard Berger (Ferrari)
4. Johnny Herbert (Benetton-Renault)
5. Jean-Christophe Boullion (Sauber-Ford)
6. Aguri Suzuki (Ligier-Mugen-Honda)

### Gran Premio d'Ungheria
Hungaroring - 13 agosto 1995 - Marlboro Magyar Nagydíj
Al Gran Premio d'Ungheria del 1995 la vettura di Inoue si ritirò per un problema meccanico. È sceso dall'auto e ha afferrato un estintore per spegnere un piccolo incendio sulla sua auto. Inoue si è poi incamminato sul percorso di un'auto da corsa ed è stato investito. Inoue rimbalzò sulla parte anteriore dell'auto e crollò sull'erba. Ha riportato lievi ferite alla gamba.

### Gran Premio del Belgio
Circuit National de Francorchamps - 27 agosto 1995 - Grand Prix de Belgique

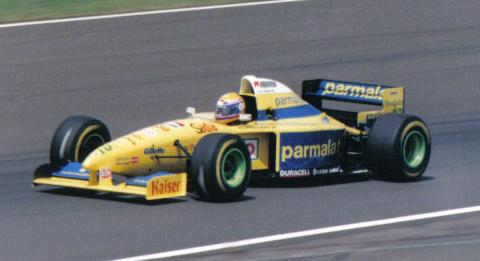
Roberto Moreno sulla Forti: l'esperto pilota brasiliano non riuscì ad ottenere prestazioni di rilievo a bordo della modesta monoposto italiana.

#### Ordine d'arrivo
1. Michael Schumacher (Benetton-Renault)
2. Damon Hill (Williams-Renault)
3. Martin Brundle (Ligier-Mugen-Honda)
4. Heinz-Harald Frentzen (Sauber-Ford)
5. Mark Blundell (McLaren-Mercedes)
6. Rubens Barrichello (Jordan-Peugeot)

### Gran Premio d'Italia
Autodromo nazionale di Monza - 10 settembre 1995 - Pioneer 66º Gran Premio d'Italia

Johnny Herbert, seconda guida della Benetton, colse due vittorie, seppur fortunose, nel corso della stagione: a Silverstone giovò del contatto fra Hill e Schumacher, mentre a Monza (sopra, sul podio) trasse vantaggio dalle noie meccaniche delle monoposto Ferrari.

#### Ordine d'arrivo
1. Johnny Herbert (Benetton-Renault)
2. Mika Häkkinen (McLaren-Mercedes)
3. Heinz-Harald Frentzen (Sauber-Ford)
4. Mark Blundell (McLaren-Mercedes)
5. Mika Salo (Tyrrell-Yamaha)
6. Jean-Christophe Boullion (Sauber-Ford)

### Gran Premio del Portogallo
Estoril - 24 settembre 1995 - Grande Prémio de Portugal

#### Ordine d'arrivo
1. David Coulthard (Williams-Renault)
2. Michael Schumacher (Benetton-Renault)
3. Damon Hill (Williams-Renault)
4. Gerhard Berger (Ferrari)
5. Jean Alesi (Ferrari)
6. Heinz-Harald Frentzen (Sauber-Ford)

### Gran Premio d'Europa
Nürburgring - 1º ottobre 1995 - Grand Prix of Europe

#### Ordine d'arrivo
1. Michael Schumacher (Benetton-Renault)
2. Jean Alesi (Ferrari)
3. David Coulthard (Williams-Renault)
4. Rubens Barrichello (Jordan-Peugeot)
5. Johnny Herbert (Benetton-Renault)
6. Eddie Irvine (Jordan-Peugeot)

### Gran Premio del Pacifico
Circuito di Aida - 22 ottobre 1995 - T I Aida Pacific Grand Prix

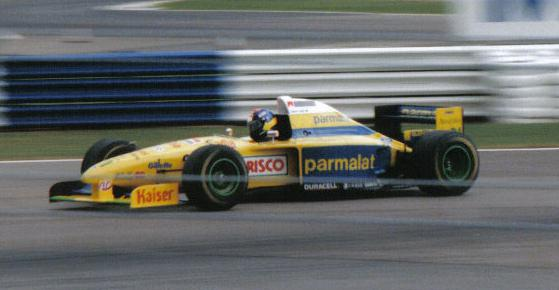
Pedro Paulo Diniz in azione con la Forti: il brasiliano, al debutto in Formula 1, venne ingaggiato principalmente per il fatto di avere molti sponsor, primo fra i quali il padre Abílio dos Santos Diniz, uno degli uomini più ricchi del Brasile e proprietario della Companhia Brasileira de Distribuição, e la Parmalat.

#### Ordine d'arrivo
1. Michael Schumacher (Benetton-Renault)
2. David Coulthard (Williams-Renault)
3. Damon Hill (Williams-Renault)
4. Gerhard Berger (Ferrari)
5. Jean Alesi (Ferrari)
6. Johnny Herbert (Benetton-Renault)

### Gran Premio del Giappone
Suzuka International Racing Course - 29 ottobre 1995 - Fuji Television Japanese Grand Prix

#### Ordine d'arrivo
1. Michael Schumacher (Benetton-Renault)
2. Mika Häkkinen (McLaren-Mercedes)
3. Johnny Herbert (Benetton-Renault)
4. Eddie Irvine (Jordan-Peugeot)
5. Olivier Panis (Ligier-Mugen-Honda)
6. Mika Salo (Tyrrell-Yamaha)

### Gran Premio d'Australia
La prova conclusiva si tenne ad Adelaide il 12 novembre 1995: l'EDS Australian Grand Prix vide Damon Hill trionfare davanti ad Olivier Panis e Gianni Morbidelli; a punti giunsero Mark Blundell, Mika Salo e Pedro Lamy.

## Risultati

### Risultato dei Gran Premi
| Nº | Gran Premio                  | Circuito          | Pole position      | Giro più veloce    | Pilota vincitore   | Costruttore      | Resoconto |
| -- | ---------------------------- | ----------------- | ------------------ | ------------------ | ------------------ | ---------------- | --------- |
| 1  | Gran Premio del Brasile      | Interlagos        | Damon Hill         | Michael Schumacher | Michael Schumacher | Benetton-Renault | Resoconto |
| 2  | Gran Premio d'Argentina      | Buenos Aires      | David Coulthard    | Michael Schumacher | Damon Hill         | Williams-Renault | Resoconto |
| 3  | Gran Premio di San Marino    | Imola             | Michael Schumacher | Gerhard Berger     | Damon Hill         | Williams-Renault | Resoconto |
| 4  | Gran Premio di Spagna        | Montmeló          | Michael Schumacher | Damon Hill         | Michael Schumacher | Benetton-Renault | Resoconto |
| 5  | Gran Premio di Monaco        | Monaco            | Damon Hill         | Jean Alesi         | Michael Schumacher | Benetton-Renault | Resoconto |
| 6  | Gran Premio del Canada       | Montréal          | Michael Schumacher | Michael Schumacher | Jean Alesi         | Ferrari          | Resoconto |
| 7  | Gran Premio di Francia       | Magny-Cours       | Damon Hill         | Michael Schumacher | Michael Schumacher | Benetton-Renault | Resoconto |
| 8  | Gran Premio di Gran Bretagna | Silverstone       | Damon Hill         | Damon Hill         | Johnny Herbert     | Benetton-Renault | Resoconto |
| 9  | Gran Premio di Germania      | Hockenheimring    | Damon Hill         | Michael Schumacher | Michael Schumacher | Benetton-Renault | Resoconto |
| 10 | Gran Premio d'Ungheria       | Hungaroring       | Damon Hill         | Damon Hill         | Damon Hill         | Williams-Renault | Resoconto |
| 11 | Gran Premio del Belgio       | Spa-Francorchamps | Gerhard Berger     | David Coulthard    | Michael Schumacher | Benetton-Renault | Resoconto |
| 12 | Gran Premio d'Italia         | Monza             | David Coulthard    | Gerhard Berger     | Johnny Herbert     | Benetton-Renault | Resoconto |
| 13 | Gran Premio del Portogallo   | Estoril           | David Coulthard    | David Coulthard    | David Coulthard    | Williams-Renault | Resoconto |
| 14 | Gran Premio d'Europa         | Nürburgring       | David Coulthard    | Michael Schumacher | Michael Schumacher | Benetton-Renault | Resoconto |
| 15 | Gran Premio del Pacifico     | Aida              | David Coulthard    | Michael Schumacher | Michael Schumacher | Benetton-Renault | Resoconto |
| 16 | Gran Premio del Giappone     | Suzuka            | Michael Schumacher | Michael Schumacher | Michael Schumacher | Benetton-Renault | Resoconto |
| 17 | Gran Premio d'Australia      | Adelaide          | Damon Hill         | Damon Hill         | Damon Hill         | Williams-Renault | Resoconto |

## Classifiche

### Sistema di punteggio
| Posizione | 1ª | 2ª | 3ª | 4ª | 5ª | 6ª |
| Punti     | 10 | 6  | 4  | 3  | 2  | 1  |

### Classifica piloti
| Pos. | Pilota                   |     |     |     |     |     |     |     |     |     |     |     |     |     |     |     |     |     | Punti |
| ---- | ------------------------ | --- | --- | --- | --- | --- | --- | --- | --- | --- | --- | --- | --- | --- | --- | --- | --- | --- | ----- |
| 1    | Michael Schumacher       | 1   | 3   | Rit | 1   | 1   | 5   | 1   | Rit | 1   | 11* | 1   | Rit | 2   | 1   | 1   | 1   | Rit | 102   |
| 2    | Damon Hill               | Rit | 1   | 1   | 4   | 2   | Rit | 2   | Rit | Rit | 1   | 2   | Rit | 3   | Rit | 3   | Rit | 1   | 69    |
| 3    | David Coulthard          | 2   | Rit | 4   | Rit | Rit | Rit | 3   | 3   | 2   | 2   | Rit | Rit | 1   | 3   | 2   | Rit | Rit | 49    |
| 4    | Johnny Herbert           | Rit | 4   | 7   | 2   | 4   | Rit | Rit | 1   | 4   | 4   | 7   | 1   | 7   | 5   | 6   | 3   | Rit | 45    |
| 5    | Jean Alesi               | 5   | 2   | 2   | Rit | Rit | 1   | 5   | 2   | Rit | Rit | Rit | Rit | 5   | 2   | 5   | Rit | Rit | 42    |
| 6    | Gerhard Berger           | 3   | 6   | 3   | 3   | 3   | 11* | 12  | Rit | 3   | 3   | Rit | Rit | 4   | Rit | 4   | Rit | Rit | 31    |
| 7    | Mika Häkkinen            | 4   | Rit | 5   | Rit | Rit | Rit | 7   | Rit | Rit | Rit | Rit | 2   | Rit | 8   |     | 2   | NP  | 17    |
| 8    | Olivier Panis            | Rit | 7   | 9   | 6   | Rit | 4   | 8   | 4   | Rit | 6   | 9   | Rit | Rit | Rit | 8   | 5   | 2   | 16    |
| 9    | Heinz-Harald Frentzen    | Rit | 5   | 6   | 8   | 6   | Rit | 10  | 6   | Rit | 5   | 4   | 3   | 6   | Rit | 7   | 8   | Rit | 15    |
| 10   | Mark Blundell            | 6   | Rit |     |     | 5   | Rit | 11  | 5   | Rit | Rit | 5   | 4   | 9   | Rit | 9   | 7   | 4   | 13    |
| 11   | Rubens Barrichello       | Rit | Rit | Rit | 7   | Rit | 2   | 6   | 11* | Rit | 7   | 6   | Rit | 11  | 4   | Rit | Rit | Rit | 11    |
| 12   | Eddie Irvine             | Rit | Rit | 8   | 5   | Rit | 3   | 9   | Rit | 9   | 13  | Rit | Rit | 10  | 6   | 11  | 4   | Rit | 10    |
| 13   | Martin Brundle           |     |     |     | 9   | Rit | 10* | 4   | Rit |     | Rit | 3   | Rit | 8   | 7   |     |     | Rit | 7     |
| 14   | Gianni Morbidelli        | Rit | Rit | 13  | 11  | 9   | 6   | 14  |     |     |     |     |     |     |     | Rit | Rit | 3   | 5     |
| 15   | Mika Salo                | 7   | Rit | Rit | 10  | Rit | 7   | 15  | 8   | Rit | Rit | 8   | 5   | 13  | 10  | 12  | 6   | 5   | 5     |
| 16   | Jean-Christophe Boullion |     |     |     |     | 8   | Rit | Rit | 9   | 5   | 10  | 11  | 6   | 12  | Rit | Rit |     |     | 3     |
| 17   | Aguri Suzuki             | 8   | Rit | 11  |     |     |     |     |     | 6   |     |     |     |     |     | Rit | NP  |     | 1     |
| 18   | Pedro Lamy               |     |     |     |     |     |     |     |     |     | 9   | 10  | Rit | Rit | 9   | 13  | 11  | 6   | 1     |
| 19   | Pierluigi Martini        | Rit | Rit | 12  | 14  | 7   | 12  | Rit | 7   | Rit |     |     |     |     |     |     |     |     | 0     |
| 20   | Ukyo Katayama            | Rit | 8   | Rit | Rit | Rit | Rit | Rit | Rit | 7   | Rit | Rit | NC  | Rit |     | 14  | Rit | Rit | 0     |
| 21   | Pedro Paulo Diniz        | 10  | NC  | NC  | Rit | 10  | Rit | Rit | Rit | Rit | Rit | 13  | 9   | 16  | 13  | 17  | Rit | 7   | 0     |
| 22   | Max Papis                |     |     |     |     |     |     |     | Rit | Rit | Rit | Rit | 7   | Rit | 12  |     |     |     | 0     |
| 23   | Luca Badoer              | Rit | Rit | 14  | Rit | Rit | 8   | 13  | 10  | Rit | 8   | Rit | Rit | 14  | 11  | 15  | 9   | NP  | 0     |
| 24   | Taki Inoue               | Rit | Rit | Rit | Rit | Rit | 9   | Rit | Rit | Rit | Rit | 12  | 8   | 15  | Rit | Rit | 12  | Rit | 0     |
| 25   | Andrea Montermini        | 9   | Rit | Rit | NP  | SQ  | Rit | NC  | Rit | 8   | 12  | Rit | Rit | Rit | Rit | Rit | Rit | Rit | 0     |
| 26   | Bertrand Gachot          | Rit | Rit | Rit | Rit | Rit | Rit | Rit | 12  |     |     |     |     |     |     | Rit | Rit | 8   | 0     |
| 27   | Domenico Schiattarella   | Rit | 9   | Rit | 15  | Rit |     |     |     |     |     |     |     |     |     |     |     |     | 0     |
| 28   | Karl Wendlinger          | Rit | Rit | Rit | 13  |     |     |     |     |     |     |     |     |     |     |     | 10  | Rit | 0     |
| 29   | Nigel Mansell            |     |     | 10  | Rit |     |     |     |     |     |     |     |     |     |     |     |     |     | 0     |
| 30   | Jan Magnussen            |     |     |     |     |     |     |     |     |     |     |     |     |     |     | 10  |     |     | 0     |
| 31   | Jos Verstappen           | Rit | Rit | Rit | 12  | Rit |     |     |     |     |     |     |     |     |     |     |     |     | 0     |
| 32   | Roberto Moreno           | Rit | NC  | NC  | Rit | Rit | Rit | 16  | Rit | Rit | Rit | 14  | Rit | 17  | Rit | 16  | Rit | Rit | 0     |
| 33   | Gabriele Tarquini        |     |     |     |     |     |     |     |     |     |     |     |     |     | 14  |     |     |     | 0     |
| 34   | Jean-Denis Délétraz      |     |     |     |     |     |     |     |     |     |     |     |     | Rit | 15  |     |     |     | 0     |
| -    | Giovanni Lavaggi         |     |     |     |     |     |     |     |     | Rit | Rit | Rit | Rit |     |     |     |     |     | 0     |
| Pos. | Pilota                   |     |     |     |     |     |     |     |     |     |     |     |     |     |     |     |     |     | Punti |

| Legenda | 1º posto     | 2º posto | 3º posto    | A punti         | Senza punti/Non class.  | Grassetto – Pole position Corsivo – Giro più veloce |
| Legenda | Squalificato | Ritirato | Non partito | Non qualificato | Solo prove/Terzo pilota | Grassetto – Pole position Corsivo – Giro più veloce |

### Classifica costruttori
| Posizione | Costruttore      | Pilota        | BRA | ARG | SMR | SPA | MON | CAN | FRA | GBR | GER | UNG | BEL | ITA | POR | EUR | PAC | GIA | AUS | Punti |
| --------- | ---------------- | ------------- | --- | --- | --- | --- | --- | --- | --- | --- | --- | --- | --- | --- | --- | --- | --- | --- | --- | ----- |
| 1         | Benetton-Renault | Schumacher    | 1   | 3   | Rit | 1   | 1   | 5   | 1   | Rit | 1   | 11  | 1   | Rit | 2   | 1   | 1   | 1   | Rit | 137   |
| 1         | Benetton-Renault | Herbert       | Rit | 4   | 7   | 2   | 4   | Rit | Rit | 1   | 4   | 4   | 7   | 1   | 7   | 5   | 6   | 3   | Rit | 137   |
| 2         | Williams-Renault | Hill          | Rit | 1   | 1   | 4   | 2   | Rit | 2   | Rit | Rit | 1   | 2   | Rit | 3   | Rit | 3   | Rit | 1   | 112   |
| 2         | Williams-Renault | Coulthard     | 2   | Rit | 4   | Rit | Rit | Rit | 3   | 3   | 2   | 2   | Rit | Rit | 1   | 3   | 2   | Rit | Rit | 112   |
| 3         | Ferrari          | Alesi         | 5   | 2   | 2   | Rit | Rit | 1   | 5   | 2   | Rit | Rit | Rit | Rit | 5   | 2   | 5   | Rit | Rit | 73    |
| 3         | Ferrari          | Berger        | 3   | 6   | 3   | 3   | 3   | 11  | 12  | Rit | 3   | 3   | Rit | Rit | 4   | Rit | 4   | Rit | Rit | 73    |
| 4         | McLaren-Mercedes | Blundell      | 6   | Rit |     |     | 5   | Rit | 11  | 5   | Rit | Rit | 5   | 4   | 9   | Rit | 9   | 7   | 4   | 30    |
| 4         | McLaren-Mercedes | Mansell       |     |     | 10  | Rit |     |     |     |     |     |     |     |     |     |     |     |     |     | 30    |
| 4         | McLaren-Mercedes | Häkkinen      | 4   | Rit | 5   | Rit | Rit | Rit | 7   | Rit | Rit | Rit | Rit | 2   | Rit | 8   |     | 2   | NP  | 30    |
| 4         | McLaren-Mercedes | Magnussen     |     |     |     |     |     |     |     |     |     |     |     |     |     |     | 10  |     |     | 30    |
| 5         | Ligier-Mugen     | Suzuki        | 8   | Rit | 11  |     |     |     |     |     | 6   |     |     |     |     |     |     | NP  | Rit | 24    |
| 5         | Ligier-Mugen     | Brundle       |     |     |     | 9   | Rit | 10  | 4   | Rit |     | Rit | 3   | Rit | 8   | 7   | Rit |     |     | 24    |
| 5         | Ligier-Mugen     | Panis         | Rit | 7   | 9   | 6   | Rit | 4   | 8   | 4   | Rit | 6   | 9   | Rit | Rit | Rit | 8   | 5   | 2   | 24    |
| 6         | Jordan-Peugeot   | Barrichello   | Rit | Rit | Rit | 7   | Rit | 2   | 6   | 11  | Rit | 7   | 6   | Rit | 11  | 4   | Rit | Rit | Rit | 21    |
| 6         | Jordan-Peugeot   | Irvine        | Rit | Rit | 8   | 5   | Rit | 3   | 9   | Rit | 9   | 13  | Rit | Rit | 10  | 6   | 11  | 4   | Rit | 21    |
| 7         | Sauber-Ford      | Wendlinger    | Rit | Rit | Rit | 13  |     |     |     |     |     |     |     |     |     |     |     | 10  | Rit | 18    |
| 7         | Sauber-Ford      | Boullion      |     |     |     |     | 8   | Rit | Rit | 9   | 5   | 10  | 11  | 6   | 12  | Rit | Rit |     |     | 18    |
| 7         | Sauber-Ford      | Frentzen      | Rit | 5   | 6   | 8   | 6   | Rit | 10  | 6   | Rit | 5   | 4   | 3   | 6   | Rit | 7   | 8   | Rit | 18    |
| 8         | Footwork-Hart    | Morbidelli    | Rit | Rit | 13  | 11  | 9   | 6   | 14  |     |     |     |     |     |     |     | Rit | Rit | 3   | 5     |
| 8         | Footwork-Hart    | Papis         |     |     |     |     |     |     |     | Rit | Rit | Rit | Rit | 7   | Rit | 12  |     |     |     | 5     |
| 8         | Footwork-Hart    | Inoue         | Rit | Rit | Rit | Rit | Rit | 9   | Rit | Rit | Rit | Rit | 12  | 8   | 15  | Rit | Rit | 12  | Rit | 5     |
| 9         | Tyrrell-Yamaha   | Katayama      | Rit | 8   | Rit | Rit | Rit | Rit | Rit | Rit | 7   | Rit | Rit | 10  | Rit |     | 14  | Rit | Rit | 5     |
| 9         | Tyrrell-Yamaha   | Tarquini      |     |     |     |     |     |     |     |     |     |     |     |     |     | 14  |     |     |     | 5     |
| 9         | Tyrrell-Yamaha   | Salo          | 7   | Rit | Rit | 10  | Rit | 7   | 15  | 8   | Rit | Rit | 8   | 5   | 13  | 10  | 12  | 6   | 5   | 5     |
| 10        | Minardi-Ford     | Martini       | Rit | Rit | 12  | 14  | 7   | Rit | Rit | 7   | Rit |     |     |     |     |     |     |     |     | 1     |
| 10        | Minardi-Ford     | Lamy          |     |     |     |     |     |     |     |     |     | 9   | 10  | Rit | Rit | 9   | 13  | 11  | 6   | 1     |
| 10        | Minardi-Ford     | Badoer        | Rit | NP  | 14  | Rit | Rit | 8   | 13  | 10  | Rit | 8   | Rit | Rit | 14  | 11  | 15  | 9   | NP  | 1     |
| 11        | Forti-Ford       | Diniz         | 10  | NC  | NC  | Rit | 10  | Rit | Rit | Rit | Rit | Rit | 13  | 9   | 16  | 13  | 17  | Rit | 7   | 0     |
| 11        | Forti-Ford       | Moreno        | Rit | NC  | NC  | Rit | Rit | Rit | 16  | Rit | Rit | Rit | 14  | Rit | 17  | Rit | 16  | Rit | Rit | 0     |
| 12        | Pacific-Ford     | Gachot        | Rit | Rit | Rit | Rit | Rit | Rit | Rit | 12  |     |     |     |     |     |     | Rit | Rit | 8   | 0     |
| 12        | Pacific-Ford     | Lavaggi       |     |     |     |     |     |     |     |     | Rit | Rit | Rit | Rit |     |     |     |     |     | 0     |
| 12        | Pacific-Ford     | Délétraz      |     |     |     |     |     |     |     |     |     |     |     |     | Rit | 15  |     |     |     | 0     |
| 12        | Pacific-Ford     | Montermini    | 9   | Rit | Rit | NP  | SQ  | Rit | NC  | Rit | 8   | 12  | Rit | Rit | Rit | Rit | Rit | Rit | Rit | 0     |
| 13        | Simtek-Ford      | Schiattarella | Rit | Rit | Rit | 12  | NP  |     |     |     |     |     |     |     |     |     |     |     |     | 0     |
| 13        | Simtek-Ford      | Verstappen    | Rit | 9   | Rit | 15  | NP  |     |     |     |     |     |     |     |     |     |     |     |     | 0     |
| Posizione | Costruttore      | Pilota        | BRA | ARG | SMR | SPA | MON | CAN | FRA | GBR | GER | UNG | BEL | ITA | POR | EUR | PAC | GIA | AUS | Punti |

Nota: Alla Benetton e alla Williams sono stati sottratti i punti ottenuti in occasione del Gran Premio del Brasile a causa dell'utilizzo di un carburante illegale.

### Statistiche costruttori
| Pos | Squadra  | Telaio                 | Motore   | Gomme | Partenze | Vittorie | Podi | Pole position | Giri veloci | Punti |
| --- | -------- | ---------------------- | -------- | ----- | -------- | -------- | ---- | ------------- | ----------- | ----- |
| 1   | Benetton | B195                   | Renault  | G     | 17       | 11       | 15   | 4             | 8           | 137   |
| 2   | Williams | FW17 FW17B             | Renault  | G     | 17       | 5        | 17   | 12            | 6           | 112   |
| 3   | Ferrari  | 412 T2                 | Ferrari  | G     | 17       | 1        | 11   | 1             | 3           | 73    |
| 4   | McLaren  | MP4/10 MP4/10B MP4/10C | Mercedes | G     | 17       | 0        | 2    | 0             | 0           | 30    |
| 5   | Ligier   | JS41                   | Mugen    | G     | 17       | 0        | 2    | 0             | 0           | 24    |
| 6   | Jordan   | 195                    | Peugeot  | G     | 17       | 0        | 2    | 0             | 0           | 21    |
| 7   | Sauber   | C14                    | Ford     | G     | 17       | 0        | 1    | 0             | 0           | 18    |
| 8   | Footwork | FA16                   | Hart     | G     | 17       | 0        | 1    | 0             | 0           | 5     |
| 9   | Tyrrell  | 023                    | Yamaha   | G     | 17       | 0        | 0    | 0             | 0           | 5     |
| 10  | Minardi  | M195                   | Ford     | G     | 17       | 0        | 0    | 0             | 0           | 1     |
| 11  | Forti    | FG01                   | Ford     | G     | 17       | 0        | 0    | 0             | 0           | 0     |
| 12  | Pacific  | PR02                   | Ford     | G     | 17       | 0        | 0    | 0             | 0           | 0     |
| 13  | Simtek   | S951                   | Ford     | G     | 5        | 0        | 0    | 0             | 0           | 0     |